# Раджпрамукх
Раджпрамукх (англ. Rajpramukh) — высокий административный пост, существовавший в Индии на первом этапе её существования как независимого государства (в 1947—1956 годах).
Британские владения в Индии в административном плане были устроены весьма сложно. Собственно Британская Индия делилась на 15 провинций, которые управлялись британским губернатором или британским главным комиссаром, назначаемым непосредственно вице-королём. Помимо них существовало огромное количество туземных княжеств, связанных с Великобританией различными договорами, которыми управляли собственные правители.
После того, как в 1947 году была провозглашена независимость Индии и Пакистана, правители туземных княжеств сами выбирали: войти им в состав одного из этих государств, или остаться независимыми. Создатели независимой Индии оказали сильное давление на правителей княжеств, и к 15 августа 1947 года подавляющее большинство из них подписало с генерал-губернатором соглашения, ставящие под контроль правительства Индийского Союза внешнюю политику, вопросы транспорта и обороны, в остальном же князья оставались суверенными правителями. Также правители княжеств подписали соглашения о сохранении между ними и правительством страны всех договоров, которые ранее действовали между правителями княжеств и правительством Великобритании.
В 1948 году махараджа Гвалиора подписал соглашение с правителями соседних княжеств, в соответствии с которым их владения были преобразованы в штат Мадхья-Бхарат. Управляться штат должен был советом правителей, глава которого получил титул «раджпрамукх». Эта новая административная единица подписала с индийским правительством свой собственный договор, регулирующий их взаимоотношения. Пример оказался удачным, и вскоре многие другие княжества объединились со своими соседями в новые штаты.
В стране началась подготовка создания Конституции; в штатах также собрались Конституционные Ассамблеи. Сначала лидеры страны планировали, что каждый штат будет иметь свою собственную Конституцию, следующую общим правилам, а страна будет представлять собой федерацию штатов. Однако по мере разработки Конституции страны было решено, что штаты и княжества будут объединены в единую республику. 26 октября 1949 года Конституционная Ассамблея завершила свою работу, и генерал-губернатор Индии заключил с князьями новые соглашения, в соответствии с которыми они переставали быть правителями, но сохраняли ряд личных прав и привилегий. 26 января 1950 года Индия стала республикой.
В соответствии с новой конституцией, все территории Индии делились на четыре класса:
- Штаты категории «A» (бывшие британские провинции), управлявшиеся избираемым губернатором и имевшие Законодательную Ассамблею,
- Штаты категории «B» (бывшие туземные княжества или объединения бывших туземных княжеств), управляемые раджпрамукхом,
- Штаты категории «C» (состоящие как из бывших провинций, так и из бывших туземных княжеств), управляемые главным комиссаром,
- Союзные территории, управляемые губернатором, назначенным президентом Индии.

Раджпрамукхом Хайдарабада стал низам Хайдарабада, раджпрамукхом Джамму и Кашмира и раджпрамукхом Майсура — махараджи соответствующих бывших княжеств, раджпрамукхами прочих штатов — те, кто уже на данный момент занимал этот пост.
В 1956 году вступил в силу Акт о реорганизации штатов, согласно которому были изменены границы штатов, теперь они прошли по границам распространения языков и границам расселения народностей; также были устранены различия между штатами категорий «A», «B» и «C». Штаты перестали быть добровольными объединениями княжеств, и пост «раджпрамукха» был ликвидирован.